# Skindred
Skindred je velšská rocková skupina z Newportu. Vznikla roku 1998 okolo zpěváka Benjiho Webbea. Hudební styl Skindred se dá označit za mix alternativního rocku, heavy metalu, punk rocku a reggae. Skupina sama označuje svůj styl jako „ragga metal“.
Jejich soundtracky zazněly v mnohých počítačových hrách, jako například Need for Speed Underground 2.
V Česku koncertovali už mnohokrát, například na Rock for People 2010 nebo na Mighty Sounds 2013.

## Diskografie
- Babylon (2002)
- Roots Rock Riot (2007)
- Shark Bites and Dog Fights (2009)
- Union Black (2011)
- Kill the Power (2014)
- Volume (2015)
- Big Tings (2018)
- Smile (2023)